# Constantin (Nuțu) Eșanu
Constantin Eșanu (supranumit Nuțu) n.  ? a fost un reprezentant parlamentar al Mișcării Legionare, care, și-a cîștigat locul în Parlamentul României în urma alegerilor parlamentare din România din anul 1932.
Alături de acesta, Garda de Fier a mai trimis în Parlament alți patru reprezentanți, pe Corneliu Zelea Codreanu, Ion Zelea Codreanu, Mihai Stelescu și Ion Neculce.